# Max Ophüls
Max Ophüls, pseudonimo di Maximilian Oppenheimer (Saarbrücken, 6 maggio 1902 – Amburgo, 25 marzo 1957), è stato un regista e sceneggiatore tedesco naturalizzato francese.
Diresse film in Austria, Germania, Italia, Francia, Paesi Bassi e Stati Uniti, sebbene la sua opera ruoti attorno alla sua città d'elezione, la Vienna decadente post-asburgica.

## Biografia
Nato a Saarbrücken col nome di Maximilian Oppenheimer, nella prima parte della sua attività, svoltasi in Germania, firmò i suoi lavori teatrali e cinematografici usando lo pseudonimo di Max Ophüls. Prima della seconda guerra mondiale ottenne la cittadinanza francese, trasformando così il suo cognome in Ophuls, senza umlaut. Non fu tuttavia l'unica mutazione alla quale andò incontro: durante il suo esilio americano, nei titoli di testa dei suoi film, lo troviamo infatti citato come Max Opuls, senza "h", poiché la pronuncia del suo cognome era, in inglese, troppo assonante alla parola awful, che significa "orribile", "disgustoso".
Iniziò la sua carriera come attore teatrale. Successivamente, alla fine degli anni venti, mosse verso la produzione cinematografica, inizialmente come aiuto regista del grande Anatole Litvak. Ebbe un figlio, Marcel Ophüls, nato nel 1927. In Germania diresse il suo primo film nel 1931: la commedia in cortometraggio Dann schon lieber Lebertran. Di origine ebraica, emigrò in Francia nel 1933 e in seguito si trasferì in Svizzera e in Italia. Nel 1939 si arruolò nella Legione straniera francese e, dopo l'armistizio tra Francia e Germania, nel 1941 emigrò negli Stati Uniti. Tornò in Europa nel 1950. Morì ad Amburgo per un attacco cardiaco. Venne cremato nella città tedesca, e le ceneri vennero portate a Parigi nel cimitero di Père-Lachaise. Nella sua carriera diresse poco più di una ventina di film.

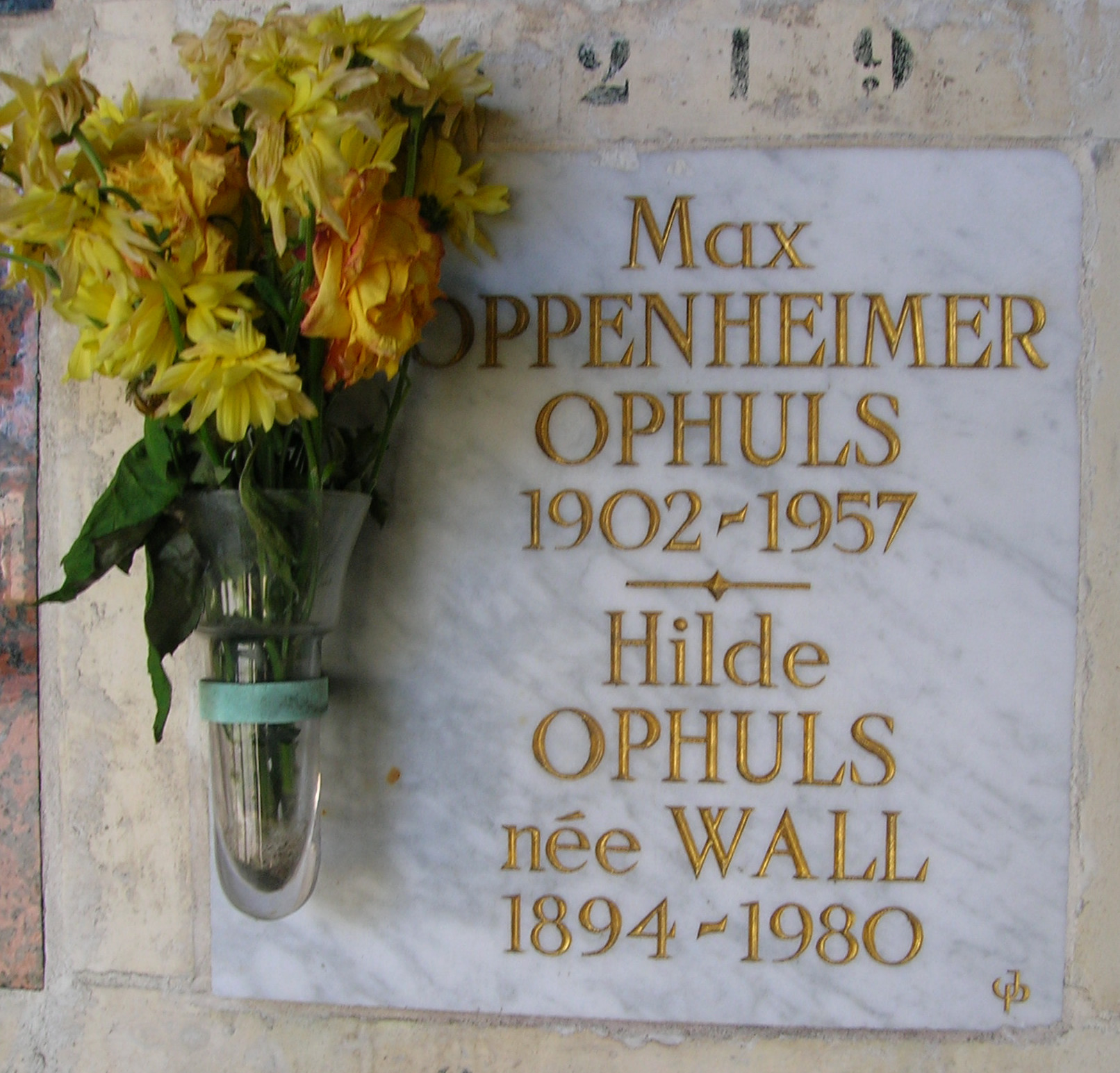
Lapide della tomba di Max Ophüls nel colombario del cimitero di Père-Lachaise

### Carriera
Il suo primo film girato a Hollywood fu Re in esilio (1947), scritto e interpretato da Douglas Fairbanks Jr.. Il periodo americano proseguì con Lettera da una sconosciuta (1948), il suo film più celebre, Presi nella morsa (1949) e Sgomento (1949).
Al suo ritorno in Francia, scrisse e diresse una serie di film, oggi particolarmente acclamati dalla critica, che coronarono la sua carriera, tra cui Il piacere e l'amore (1950), Il piacere (1952) e Lola Montès (1955).

### Opere incompiute
L'école des femmes doveva seguire la messa in scena da parte della compagnia dell'attore Louis Jouvet della commedia di Molière La scuola delle mogli ma nel 1940, dopo qualche giorno di riprese, il produttore abbandonò il progetto per mancanza di fondi e fiducia. Ophüls ne girò poche inquadrature e poi partì per gli Stati Uniti. Nella sua opera video Histoire(s) du Cinéma, Jean-Luc Godard definì questa pellicola incompiuta «un esempio fondamentale di film abbandonato».

## Stile
Ophüls è considerato il maestro insuperato del genere melodrammatico. I suoi film sono miracolosi cocktail di eleganza e intensità, sublimati da un aristocratico, impeccabile senso della composizione.
Il suo stile cinematografico è contraddistinto da elaborati e raffinatissimi movimenti di camera, che conferiscono ai suoi film un andamento musicale, con un uso complesso della gru e carrellate spesso circolari. La sua tecnica destinata ad essere più largamente imitata è quella di muovere la camera circolarmente intorno a un soggetto statico.
Stanley Kubrick lo riteneva il suo regista preferito, nonché perpetua fonte d'ispirazione.

## Filmografia
- È meglio l'olio di fegato di merluzzo (Dann schon lieber Lebertran) (1931)
- La ditta innamorata (Die verliebte Firma) (1931)
- La sposa venduta (Die verkaufte Braut) (1932)
- Amanti folli (Liebelei) (1933)
- Lachende Erben (1933)
- Amanti folli (Une histoire d'amour) (1933)
- Hanno rubato un uomo (On a volé un homme) (1934)
- La signora di tutti (1934)
- Divine (1935)
- La nostra compagna (La Tendre Ennemie) (1936)
- Ave Maria - cortometraggio (1936)
- Cinephonie (Valse brillante de Chopin) - cortometraggio (1936)
- Gli scherzi del denaro (Komedie om geld) (1936)
- Yoshiwara, il quartiere delle geishe (Yoshiwara) (1937)
- Le Roman de Werther (1938)
- Tutto finisce all'alba (Sans lendemain) (1940)
- Da Mayerling a Sarajevo (De Mayerling à Sarajevo) (1940)
- La vendicatrice (Vendetta), regia attribuita a Mel Ferrer (1950)
- Re in esilio (The Exile) (1947)
- Lettera da una sconosciuta (Letter from an Unknown Woman) (1948)[1]
- Presi nella morsa (Caught) (1949)
- Sgomento (The Reckless Moment) (1949)
- Il piacere e l'amore (La Ronde) (1950)
- Il piacere (Le Plaisir) (1952)
- I gioielli di madame de... (Madame de...) (1953)
- Lola Montès (1955)